# Holly McNamara
Holly Christina McNamara (* 23. Januar 2003) ist eine australische Fußballspielerin, die seit 2021 in der A-League Women für Melbourne City FC und seit 2022 für die Nationalmannschaft spielt.

## Karriere

### Verein
Im September 2021 erhielt sie einen Zweijahresvertrag bei Melbourne City FC. In den ersten fünf Saisonspielen ihrer Mannschaft stand sie immer in der Startelf und erzielte im ersten Spiel gegen Canberra United den 1:0-Siegtreffer.

### Nationalmannschaft
Im Juni 2018 nahm sie als 15-Jährige mit der U-20-Mannschaft (Young Matildas) an der Südostasienmeisterschaft teil, bei der die Australierinnen auf A-Nationalmannschaften trafen. McNamara kam in zwei Gruppenspielen zum Einsatz und erzielte ein Tor beim 12:0-Sieg gegen Kambodscha. Am Ende verloren ihre Mitspielerinnen im Finale mit 2:3 gegen Thailand.
Im August 2018 wurde sie für die U-17 (Junior Matildas) nominiert, die an der Qualifikation zur U-16-Asienmeisterschaft teilnahm. Ein im Training einen Tag vor der Abreise nach Kirgisistan erlittener Kreuzbandriss verhinderte aber ihre Teilnahme. Es folgten die COVID-19-bedingte Pause und ein Fußbruch, so dass sie drei Jahre nicht spielen konnte.
Am 11. Januar 2022 wurde sie für das Trainingscamp zur Asienmeisterschaft 2022 nominiert, wobei zunächst nicht vorgesehen war, sie auch zum Turnier mitzunehmen. Am 16. Januar wurde sie dann doch als eine von zwei Spielerinnen ohne Länderspiel ins endgültige Team aufgenommen.  Zwei Tage vor ihrem 19. Geburtstag wurde sie im ersten Spiel, das mit 18:0 gegen Indonesien gewonnen wurde, in der 68. Minute für Rekordtorschützin Sam Kerr eingewechselt. Auch im zweiten Gruppenspiel wurde sie eingewechselt. Im dritten Gruppenspiel, bei dem einige Stammspielerinnen zunächst auf der Bank saßen, stand sie in der Startelf, wurde aber in der 58. Minute ausgewechselt. Im Viertelfinale, in dem ihre Mannschaft gegen Südkorea ausschied, kam sie nicht zum Einsatz.